# Péré, Hautes-Pyrénées
Péré är en kommun i departementet Hautes-Pyrénées i regionen Occitanien i sydvästra Frankrike. Kommunen ligger i kantonen Lannemezan som tillhör arrondissementet Bagnères-de-Bigorre. År 2022 hade Péré 62 invånare.

## Befolkningsutveckling
Antalet invånare i kommunen Péré
| Referens: INSEE |